# Microcyclops microsetus
Microcyclops microsetus is een eenoogkreeftjessoort uit de familie van de Cyclopidae. De wetenschappelijke naam van de soort is voor het eerst geldig gepubliceerd in 1983 door Yeatman.